# Sector públic
El sector públic és aquell sector de l'economia i de l'administració pública destinat a produir béns i serveis de màxim benefici social per al govern nacional, regional o local. El govern participa directament en les activitats econòmiques del sector públic o mitjançant instàncies públiques sotaposades. Algunes activitats del sector públic són la seguretat social, l'educació pública, l'administració del planejament urbà, el servei de bombers, la seguretat viària, el sistema judicial, el sistema penitenciari, l'organització de la defensa nacional, etc. El sector públic es finança amb els impostos dels ciutadans de la nació, regió o municipi.
Dintre del sector públic podem distingir tres grups d'organismes:
- les administracions públiques: produeixen serveis que són oferts al públic de franc o a un preu molt inferior al seu cost.
- les empreses públiques: produeixen béns i serveis de les mateixes característiques que els de les empreses privades.No obstant això, la seva política de preus i de distribució no està relacionada amb el benefici empresarial sinó amb el benestar del país. Es financen, d'una banda, amb els ingressos que obtenen del mercat i, de l'altre, amb els fons que procedeixen de les administracions públiques que en són titulars.
- el sistema de la Seguretat Social: ofereix serveis socials i obté els recursos principals a partir de les cotitzacions socials.

## Sector públic a Espanya
Fins al 1981 l'Institut Nacional d'Indústria (INI) el sector públic industrial estava agrupat en aquest organisme públic. La majoria de les empreses del sector públic estaven agrupats en dos grups: la Societat Estatal de Participacions Industrials (SEPI) i el Grup Patrimonio.
El 1981, les empreses de combustibles líquids es segregaren amb la creació de l'Institut Nacional d'Hidrocarburs. El 1992, dins de l'INI es creà el grup TENEO, que cotenia empreses desvinculades dels Pressupostos Generals de l'Estat. Ambdós instituts van desaparéixer el 1995. TENEO es va mantindre dins de SEPI i el 1997 totes les empreses públiques passaren a dependre de SEPI, desvinculades dels pressupostos generals de l'estat.
El Partit Popular va iniciar una privatització del sector públic a la fi de 1990.